# Mario Fazio (giornalista)
Mario Fazio (Alassio, 6 agosto 1924 – Pietra Ligure, 4 aprile 2004) è stato un giornalista e urbanista italiano.

## Biografia
Inviato editorialista della La Stampa di Torino, diventato giornalista professionista il 24 maggio 1957, ha svolto inchieste su temi ambientali e urbanistici in tutta Italia, negli Stati Uniti, in Europa e nell'URSS. Impegnato particolarmente nei problemi dello spreco edilizio e del riuso urbano. Autore di numerosi libri, fra cui I centri storici italiani (1976), si è occupato di paesaggio, architettura e tutela dei centri storici. 
È stato presidente dell'Associazione Italia Nostra dal 1986 al 1990. 